# Tapiraí
Tapiraí este un oraș în São Paulo (SP), Brazilia.